# Sergueï Kossorotov (handball)
Pour le judoka homonyme, voir Sergueï Kossorotov.
Sergueï Mark Kossorotov, né le 16 juin 1999 à Moscou, est un handballeur international russe évoluant au poste d'arrière gauche au sein du club hongrois du Veszprém KSE.

## Palmarès

### En club
Compétitions internationales
- Troisième de la Coupe de l'EHF (C3) : 2022.

Compétitions nationales
- Vainqueur du Championnat de Russie (4) : 2018, 2019, 2020, 2021.
- Vainqueur de la Coupe de Russie (4) :  2018, 2019, 2020, 2021.
- Vainqueur de la Coupe de Pologne (1) : 2022.

### En équipe nationale
- 14e place au Championnat du monde 2019
- 22e place au Championnat d'Europe 2020
- 14e place au Championnat du monde 2021
- 9e place au Championnat d'Europe 2022